# قنوات المريخ

خريطة لكوكب المريخ تعود إلى عام 1962، نشرتها وكالة الطيران والفضاء الأمريكية (NASA)، وتُظهر نمط التكوينات السطحية للمريخ كما كانت تُفهم قبل عصر المسابير الفضائية والاستكشاف المداري.

خلال أواخر القرن التاسع عشر وبداية القرن العشرين، ساد اعتقاد خاطئ بوجود "قنوات" على سطح كوكب المريخ. وقد وصفت هذه القنوات بأنها شبكة من الخطوط المستقيمة الطويلة، شوهدت في المناطق الاستوائية من الكوكب، بين خطي عرض 60 درجة شمالًا و60 درجة جنوبًا، وذلك باستخدام التلسكوبات البصرية المبكرة، التي كانت تفتقر إلى تقنيات التصوير الفوتوغرافي الحديثة.
وكان الفلكي الإيطالي جيوفاني سكياباريللي  هو أول من وثّق هذه الظاهرة أثناء رصده للمريخ خلال ظاهرة التقابل في عام 1877، حيث أطلق على هذه الخطوط اسم "canali"، وهي كلمة إيطالية تعني "مجارٍ" أو "قنوات طبيعية". إلا أن هذه التسمية تُرجمت إلى الإنجليزية بشكل غير دقيق على أنها "canals"، أي "قنوات صناعية"، مما أوحى بوجود منشآت هندسية على سطح الكوكب.
من جانب آخر، قدّم الفلكي الأيرلندي تشارلز إي. بيرتون أحد أقدم الرسوم التوضيحية لخطوط مستقيمة على سطح المريخ، إلا أن رسوماته لم تتطابق تمامًا مع تلك التي قدّمها سكياباريللي.
بحلول نهاية القرن التاسع عشر، بدأ بعض العلماء والمفكرين بتفسير هذه القنوات المفترضة على أنها أعمال هندسية هائلة، مثل قنوات ريّ أنشأتها حضارة ذكية متقدمة أصلها من المريخ. ومع تطور أدوات الرصد الفلكي في أوائل القرن العشرين، أصبح من الواضح أن هذه الخطوط لم تكن إلا أوهامًا بصرية، لا سيما في ظل غياب أدلة على وجودها في الصور الحديثة عالية الدقة. ومع أن (وادي مارينر) قد يمثل استثناءً نادرًا كأحد التشكيلات الطبيعية الواضحة، فإن الصور التي التقطتها المركبات الفضائية لاحقًا دعمت التفسير القائل بأن "القنوات" كانت مجرد خداع بصري.

## الاكتشافات المفترضة

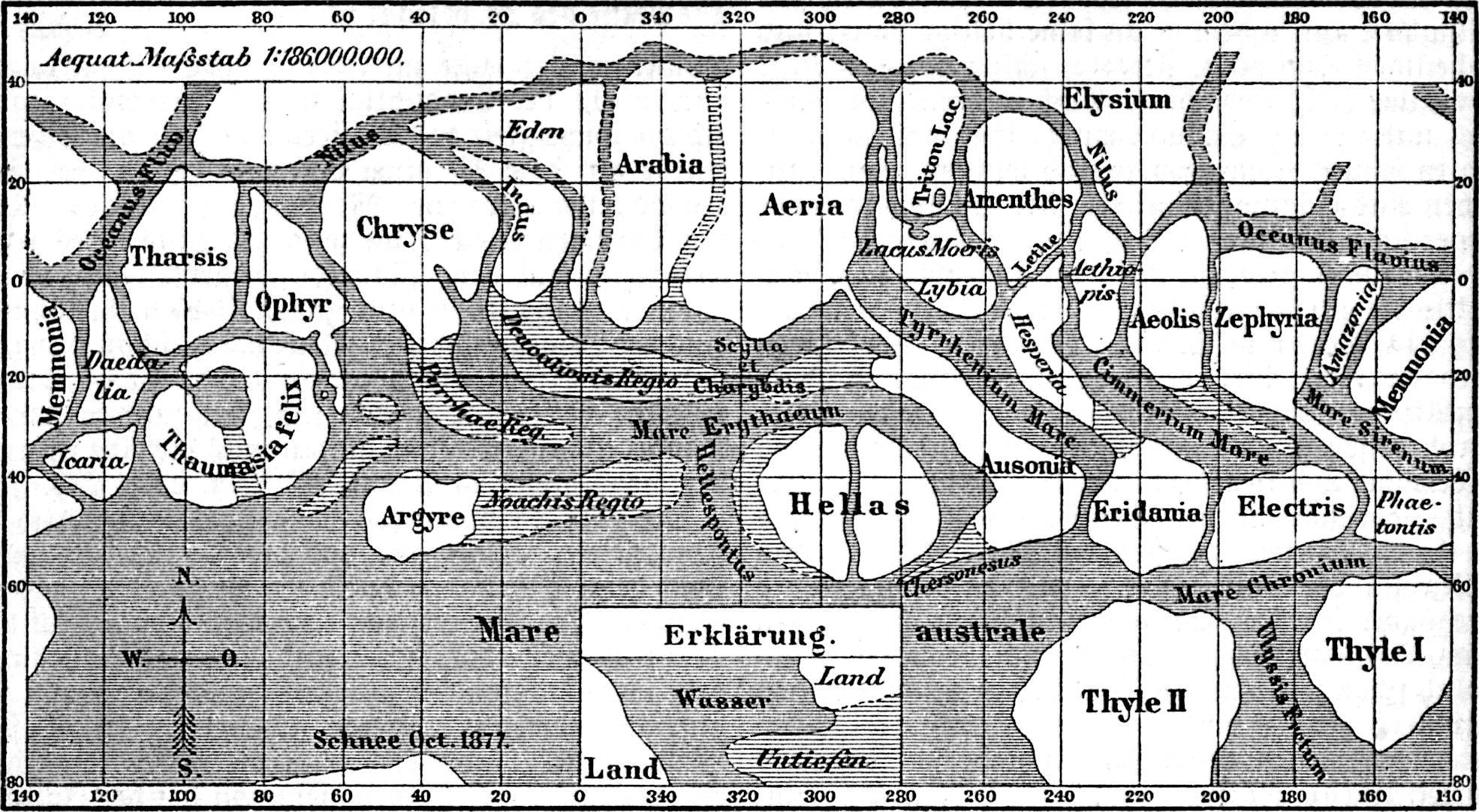
خريطة المريخ التي وضعها جيوفاني سكياباريللي عام 1877

كلمة "canale" في اللغة الإيطالية (وجمعها "canali") تحمل معاني متعددة مثل "قناة"، و"مجرى"، و"ممر"، و"أخدود". ويُعد الأب اليسوعي أنجلو سكيا أول من استخدم هذا المصطلح في وصف تضاريس المريخ عام 1858، إلا أنه لم يرَ أي خطوط مستقيمة، بل أطلق الاسم على تضاريس كبيرة نسبياً؛ فعلى سبيل المثال، سمّى منطقة Syrtis Major Planum باسم "Canale Atlantico".
لاحقًا، قام جيوفاني سكياباريللي وآخرون بإطلاق أسماء على هذه "القنوات" المريخية، مستوحاة من أنهار معروفة سواء في الواقع أو الأساطير، على سطح الأرض أو في الميثولوجيا القديمة[من؟].
في أواخر القرن التاسع عشر، كانت المراقبة الفلكية تتم بدون استخدام التصوير الفوتوغرافي، ما دفع الفلكيين إلى تمضية ساعات في التحديق عبر التلسكوبات، بانتظار لحظات صفاء جوي نادرة تتيح رؤية واضحة، ثم يقومون برسم ما يشاهدونه يدويًا. وقد افترض العلماء آنذاك أن للمريخ غلافًا جويًا كثيفًا نسبيًا، وكانوا يعلمون أن فترة دورانه (طول يومه) قريبة جدًا من يوم الأرض، وكذلك ميل محوره، ما يعني أنه يمر بفصول سنوية مماثلة. كما لاحظوا تغيّرات موسمية في أغطية الجليد القطبي، مما عزز فكرة التشابه مع الأرض.
هذه العوامل قادتهم إلى تفسير البقع الداكنة على سطح المريخ، مثل منطقة "Syrtis Major"، على أنها محيطات أو بحار. غير أن هذه التصورات تراجعت تدريجيًا، إذ بات من المعروف بحلول أواخر عشرينيات القرن العشرين أن كوكب المريخ جاف للغاية وذو ضغط جوي منخفض جدًا.

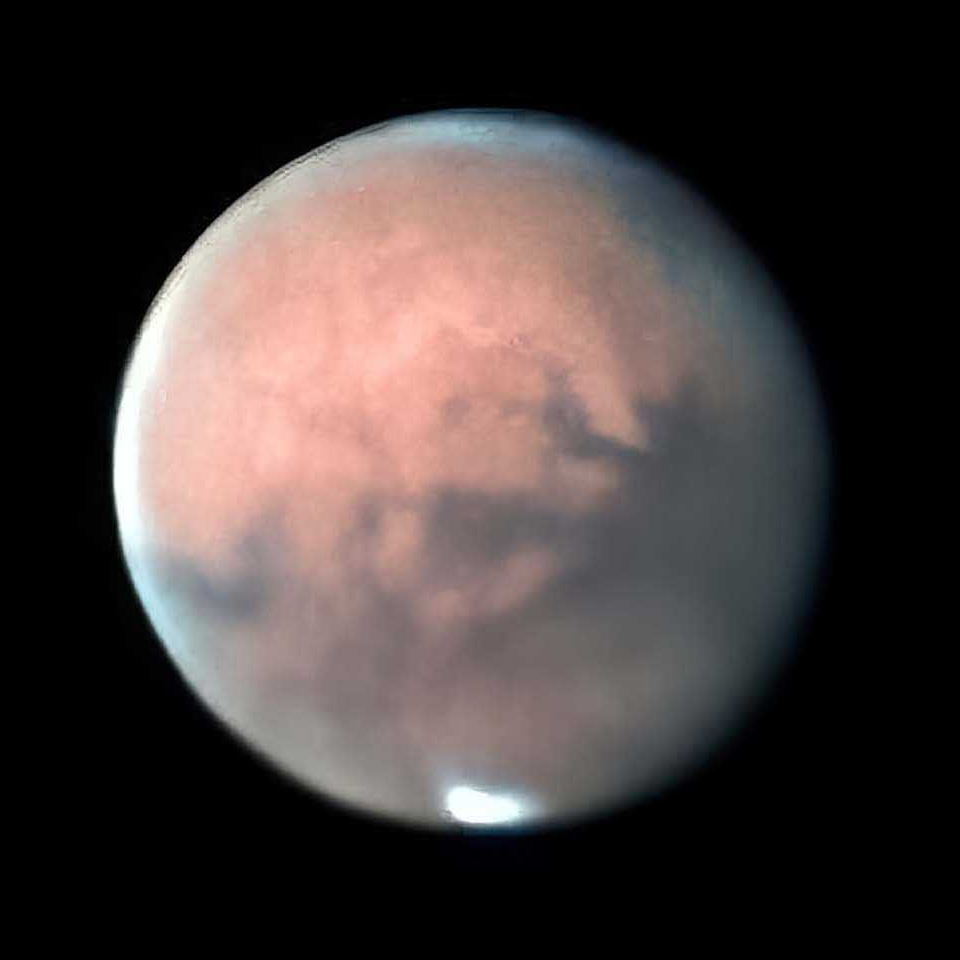
صورة حديثة للمريخ التقطت من الأرض باستخدام تقنية التصوير الانتقائي (Lucky Imaging). رغم وضوحها، تبقى التفاصيل الدقيقة صعبة الرؤية بسبب تأثير الغلاف الجوي.

وفي عام 1889، أعلن الفلكي الأمريكي تشارلز أ. يونغ أن القنوات التي رآها سكياباريللي عام 1877 قد تم تأكيدها مجددًا خلال رصد عام 1881، بل وأشار إلى ظهور قنوات جديدة لم تكن مرئية سابقًا، ما أثار "أسئلة بالغة الأهمية والإرباك" حول أصلها.
خلال ظاهرة التقابل الجيدة عام 1892، لاحظ ويليام هنري بيكِرِنغ ظهور بقع دائرية سوداء صغيرة عند تقاطعات "القنوات" أو عند بداياتها. كانت هذه البقع قد رُصدت سابقًا من قبل سكياباريللي كمساحات مظلمة أكبر، أطلق عليها تسميات مثل "بحار" أو "بحيرات". لكن بيكرينغ، الذي كان يرصد من مرصدٍ في أريكويبا، بيرو، على ارتفاع 2400 متر، استغل ظروف الرؤية الممتازة التي شبهها بمضاعفة فاعلية فتحة التلسكوب. وقد تمكن فلكيون آخرون من رصد هذه الظواهر لاحقًا، وعلى رأسهم بيرسيفال لويل.
وفي سنوات التقابل عامي 1892 و1894، أُبلغ عن تغيّرات لونية موسمية على سطح المريخ. فُسرت في البداية على أنها نتيجة ذوبان الجليد القطبي، مما يؤدي إلى تدفق "البحار المجاورة" وانتشارها نحو المناطق الاستوائية، ويُعتقد أن سطح الكوكب اكتسب لونًا أخضرًا بفعل ذلك. إلا أن هذه الفرضيات بدأت تتعرض للتشكيك عام 1894، عندما لاحظ الفلكيون أن ما ظُنّ أنها بحار، قد فقدت تجانسها في أفضل ظروف الرؤية، وبدت أقرب إلى تضاريس جبلية متعرجة تتخللها حواف وشقوق ووديان.

## التفسير بوصفها أعمالًا هندسية

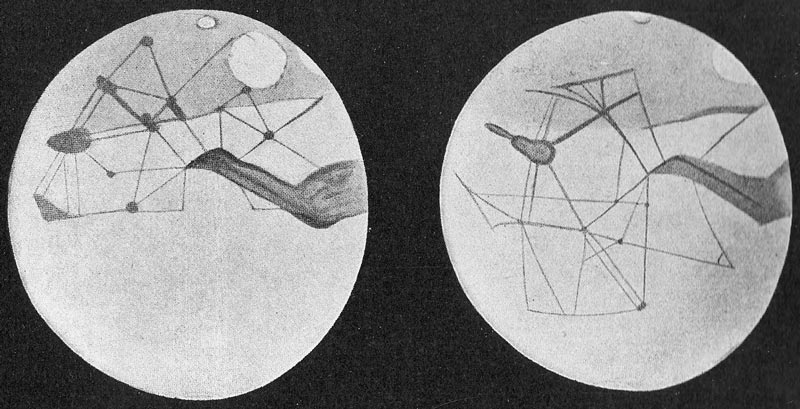
تصور للقنوات المريخية كما رسمها بيرسيفال لويل

انبثقت فكرة وجود حياة على كوكب المريخ من الملاحظات الفلكية المتعلقة بالتغيّرات الموسمية في مظهر سطح الكوكب، والتي فُسرت آنذاك بأنها نتيجة لنمو نباتي موسمي. لكن ما اتضح لاحقًا هو أن هذه التغيّرات كانت ناجمة إلى حد كبير عن عواصف ترابية مريخية كثيفة.
وخلال تقابل عام 1894، طُرحت لأول مرة فرضية أن "القنوات" التي وصفها جيوفاني سكياباريللي ليست مجرّد ممرات طبيعية، بل قنوات ريّ صمّمها كائنات ذكية. وقد تبنى هذا التفسير - بل اعتبره التفسير الوحيد المنطقي - الفلكي الأمريكي بيرسيفال لويل ومجموعة صغيرة من المؤيدين. استندوا في ذلك إلى المظهر الموسمي لانكماش القبعات الجليدية القطبية على المريخ، معتبرين أن حضارة متقدمة على الكوكب قامت ببناء هذه القنوات لنقل المياه من المناطق القطبية إلى المناطق الاستوائية الأكثر جفافًا.
أسرت هذه الفكرة خيال الجمهور، ووجدت طريقها إلى الصحف والمجلات، حيث انتشرت القصص عن "المريخيين" وقنواتهم الاصطناعية. ونشر لويل رؤيته في ثلاثة كتب شهيرة هي: Mars (عام 1895)، وMars and Its Canals (عام 1906)، وMars As the Abode of Life (عام 1908). وظل متمسكًا حتى وفاته بموقفه القاطع بأن هذه القنوات من صنع حضارة ذكية هدفها إدارة الموارد المائية للكوكب.
لكن سكياباريللي نفسه لم يشارك لويل في هذا الحماس، بل اعتبر كثيرًا من التفاصيل الواردة في رسومات لويل محض خيال. ومع ذلك، قام بعض الراصدين في تلك الفترة بإعداد خرائط معقدة تُظهر عشرات، بل مئات، من هذه "القنوات"، مع إطلاق تسميات ممنهجة عليها جميعًا. كما لاحظ بعضهم ظاهرة أطلقوا عليها اسم "التوأمة" أو "الازدواج"، حيث ظهرت القنوات في شكل خطين متوازيين.

## الشبهات العلمية والدحض النهائي

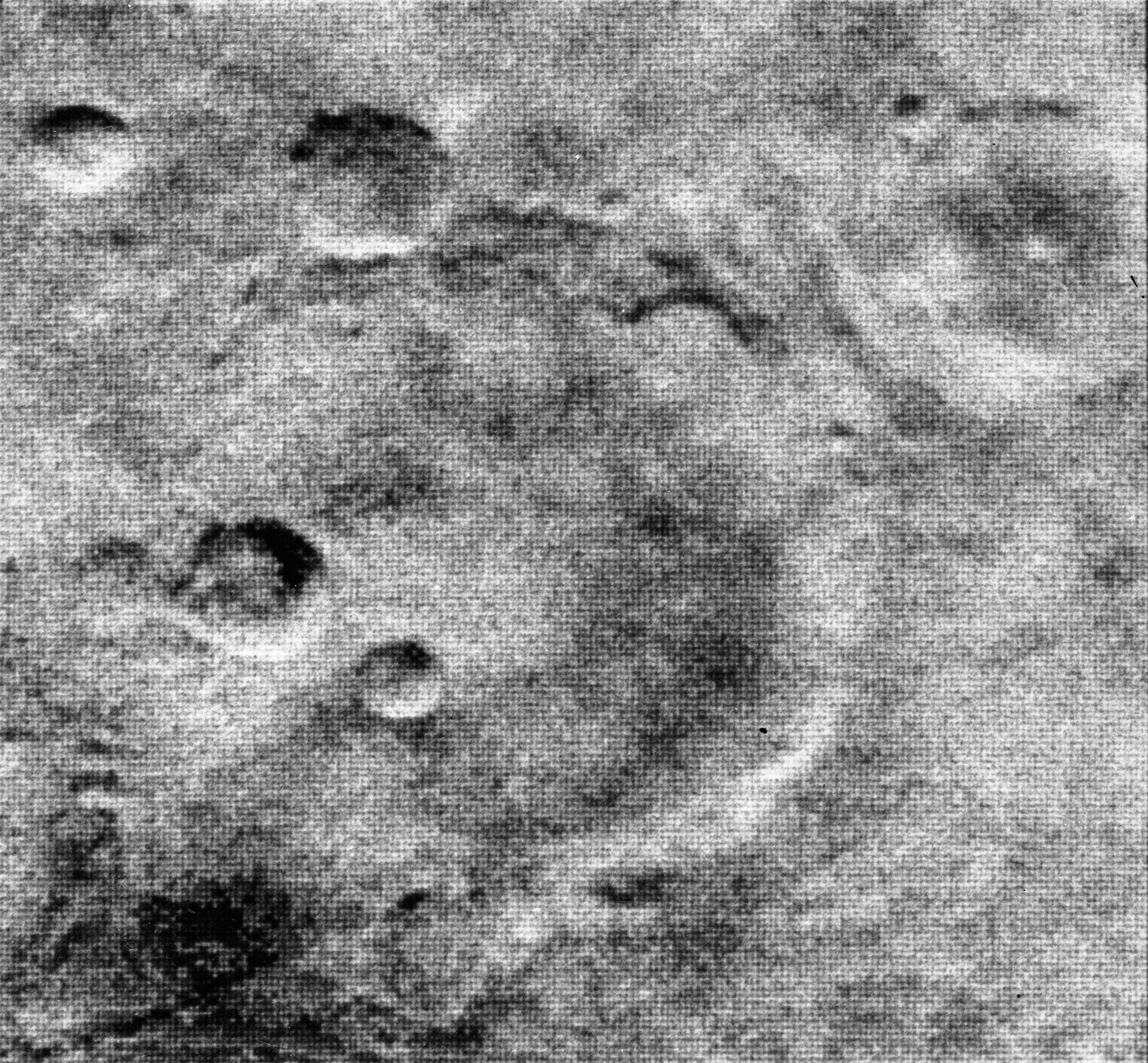
سطح المريخ كما صوّرته مركبة مارينر 4 عام 1965

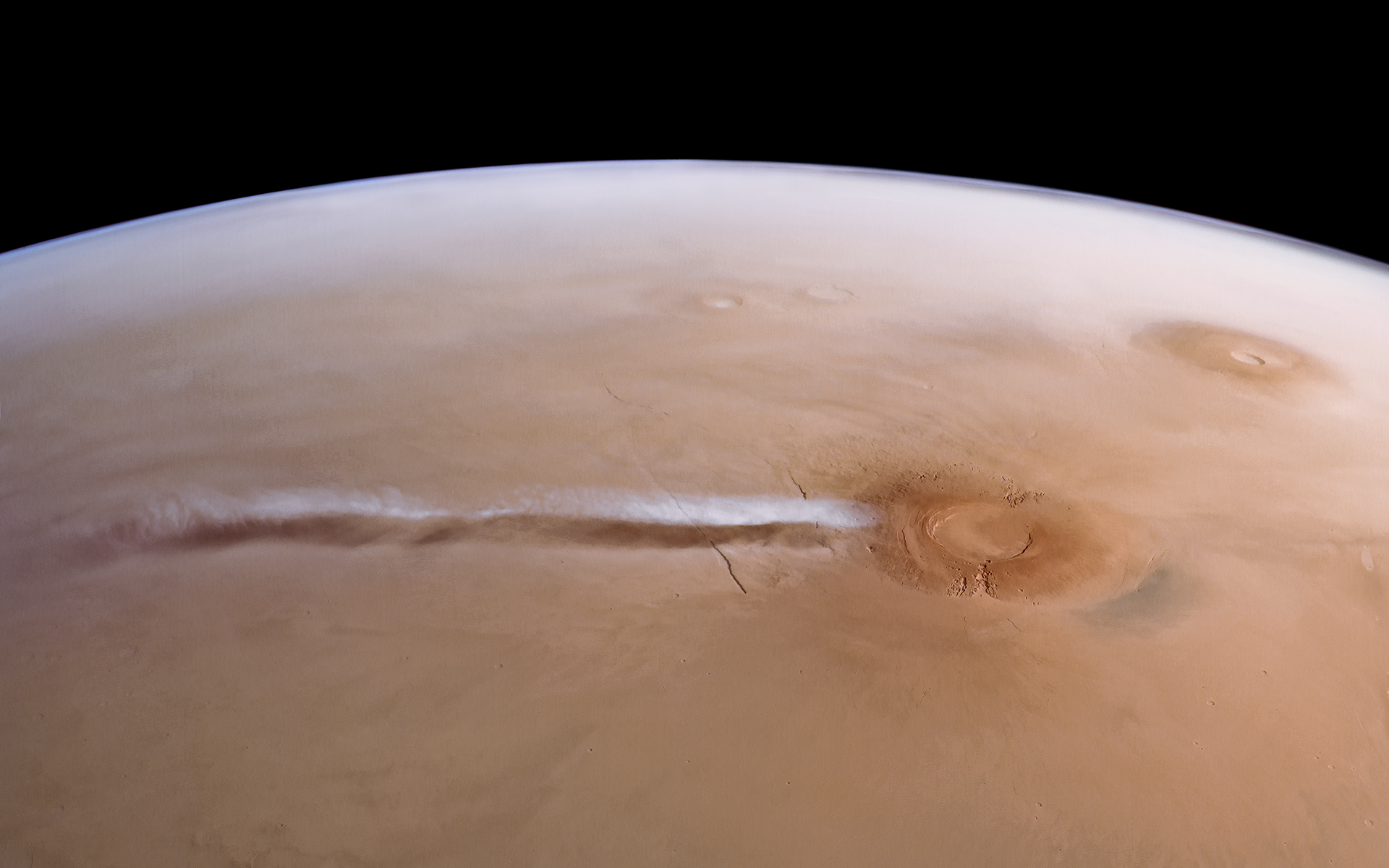
تُظهر الصورة امتدادات واسعة من التضاريس الجافة والمسطحة على سطح المريخ، كما التقطتها مركبة Mars Express، وتخلو من أي تشكيلات خطية أو قنوات واضحة. تعكس هذه المشاهد نتائج الاستكشافات الفضائية الحديثة التي ساهمت في دحض فرضية القنوات المريخية الاصطناعية التي شاعت في أواخر القرن التاسع عشر.

رغم الشعبية التي حظيت بها فرضية وجود القنوات على المريخ، إلا أن العديد من الفلكيين البارزين أعربوا عن تشككهم في الأمر. ففي تقابل عام 1909، استخدم الفلكي الفرنسي يوجين أنطونيادي تلسكوبًا بقطر 83 سم في مرصد مودون، ولم يرَ أي قنوات. كما أظهرت الصور الفوتوغرافية عالية الجودة التي التُقطت من مرصد بيك دو ميدي الفرنسي خلو سطح المريخ من أي تشكيلات تشبه القنوات، مما شكل نقطة تحول أساسية في رفض الفرضية.
وبالتزامن، بدأت التحاليل الطيفية تشير إلى عدم وجود ماء في الغلاف الجوي المريخي. ومع ذلك، استمر بعض العلماء في الدفاع عن النظرية، من بينهم فالديمار كامبفرت، رئيس تحرير مجلة Scientific American ولاحقًا Popular Science Monthly، الذي واصل دعم فكرة القنوات حتى عام 1916.
وفي عام 1907، أصدر عالم الطبيعة البريطاني ألفريد راسل والاس كتابه Is Mars Habitable?، الذي هاجم فيه ادعاءات بيرسيفال لويل بقوة. وأوضح والاس أن درجات الحرارة على المريخ أبرد بكثير مما افترضه لويل، وأن الضغط الجوي منخفض جدًا بحيث لا يمكن للماء السائل أن يوجد على السطح. كما أشار إلى فشل التحاليل الطيفية المتكررة في الكشف عن بخار ماء في الغلاف الجوي، واستنتج أن الحياة المعقدة على المريخ غير ممكنة، فضلًا عن استحالة وجود نظام ريّ كوكبي.
وبحلول ستينيات القرن العشرين، ورغم تراجع التأييد العلمي، ظلت مسألة وجود القنوات محل جدل. فقد ورد في Sourcebook on the Space Sciences عام 1965 أن "الرأي العام ليس موحدًا بشأن القنوات، لكن معظم الفلكيين يتفقون على وجود علامات خطية أو شبه خطية يتراوح عرضها بين 40 و160 كيلومترًا أو أكثر".
غير أن هذا الجدل انتهى بشكل قاطع لاحقًا في نفس العام، عندما أرسلت مركبة مارينر 4 الأمريكية أول صور مقربة لسطح المريخ. وأظهرت الصور سطحًا جافًا تغطيه فوهات نيزكية، بلا أي أثر للقنوات المزعومة، مع ضغط جوي يتراوح بين 4.1 إلى 7.0 ميليبار (أي أقل من 1% من الضغط الأرضي)، ودرجات حرارة نهارية تصل إلى −100 درجة مئوية. ولم ترصد المركبة أي مجال مغناطيسي أو أحزمة إشعاع فان ألين.
وقد مثّلت هذه النتائج تحولًا حاسمًا في فهم طبيعة المريخ، إذ كشفت لأول مرة عن بيئة غير قابلة للحياة كما كانت تُتخيّل سابقًا، وأدت إلى إعادة تقييم شاملة للفرضيات البيولوجية حول الكوكب. كما ساهمت البيانات الطيفية المرسلة لاحقًا في تأكيد أن الغلاف الجوي يتكوّن أساسًا من ثاني أكسيد الكربون، بنسبة تفوق ٩٥٪، مع كميات ضئيلة من النيتروجين والأرجون وبخار الماء. وبينما استبعدت المهمة وجود مظاهر حياة أو نشاط جيولوجي حديث، فقد فتحت الباب أمام بعثات لاحقة أكثر تقدمًا لتحليل المعادن والتضاريس والبحث عن أدلة على مياه ماضية في التكوينات السطحية القديمة.
أما التفسير النهائي لظاهرة "القنوات"، فقد بدأ يظهر في وقت مبكر من عام 1903، حين أجرى جوزيف إدوارد إيفانز وإدوارد موندر تجارب بصرية بمساعدة طلاب مدارس، أوضحت كيف يمكن أن تنشأ هذه الخطوط كـ خداع بصري، نتيجة الربط الذهني بين نقاط غير متصلة عند استخدام تلسكوبات منخفضة الجودة.
ووفقًا لمساعد لويل، أ. إي. دوغلاس، فإن هذا التأثير يعود في جوهره إلى عوامل نفسية تتعلق بكيفية إدراك الإنسان للأنماط.
وفي مراجعة لاحقة، طرح عالم الفلك ويليام كينيث هارتمان فرضية مفادها أن ما اعتُقد أنه قنوات ربما يكون في الحقيقة مجرد آثار غبار ناتجة عن الرياح على الجوانب المحمية من الجبال والفوهات. وقد اقترح البعض أن فالس مارينيرس يتطابق جزئيًا مع ما سماه لويل "قناة كوبريتس".

## في الثقافة الشعبية
كانت فكرة القنوات المريخية إحدى أبرز الخرافات العلمية التي تسللت إلى الثقافة الشعبية خلال أواخر القرن التاسع عشر وبدايات القرن العشرين، لتصبح جزءًا لا يتجزأ من خيال الإنسان حول كوكب المريخ. هذه الفكرة لم تكن مجرد اكتشاف علمي، بل تحولت إلى رمز ثقافي استُخدم بكثافة في الأدب، السينما، والفنون، مما أسهم في بناء صورة مشحونة بالغموض والخيال عن المريخ كعالم يسكنه كائنات ذكية وأنشأت شبكات ضخمة من القنوات لري أرضه القاحلة.
أول ظهور أدبي لهذه القنوات كان في الرواية المجهولة «سياسة وحياة في المريخ» التي صدرت عام 1883، حيث تم تصوير المريخ على أنه كوكب يسكنه كائنات ذكية تستخدم القنوات لنقل المياه وتدبير حياتها. لم تتوقف هذه الصورة عند حدود الأدب فقط، بل انتقلت إلى الوعي الجماهيري من خلال الكتب التي ألفها الفلكي الأمريكي برسيفال لويل، الذي بنى نظريته على أساس وجود حضارة مريخية متقدمة قامت ببناء هذه القنوات كشبكة ري هائلة. نشرت هذه الفكرة في عدة مؤلفات شهيرة مثل «المريخ» (1895) و«المريخ وقنواته» (1906)، و«المريخ كمقر للحياة» (1908)، مما جعل فكرة القنوات المريخية موضوعًا سائداً في الإعلام والعلم الشعبي آنذاك.
كان لهذه الأفكار أثر عميق على الأدب العلمي والخيال العلمي، حيث استُخدمت القنوات المريخية كعنصر محوري في عدد لا يحصى من الروايات والقصص التي تصوّر المريخ ككوكب مأهول بحضارات غريبة ومتقدمة تقنيًا، مثل سلسلة روايات إدغار رايس بوروز الشهيرة عن «بارسوم» (Mars) وغيرها من الأعمال الأدبية التي غذت خيال الأجيال. لكن مع وصول مركبة مارينر 4 في عام 1965 التي أظهرت مشاهد جوية سطحية عارية من القنوات أو آثار حياة ذكية، انهارت هذه الصورة لتتحول إلى أسطورة علمية، ومع ذلك بقيت هذه الفكرة جزءًا من التراث الثقافي للخيال العلمي والوعي الجماهيري.
وفي عام 1978 عبّر العالم كارل ساجان، أحد أهم العلماء والمفكرين في الفضاء، عن هذه الظاهرة في مقاله الشهير بقوله:
«إن فكرة وجود منطقة غامضة على عطارد، وغابات على كوكب الزهرة، وقنوات على المريخ، هي كلها من سمات خيال علمي كلاسيكية، لكنها في الحقيقة تستند إلى سوء فهم سابق من قِبل علماء الكواكب».
بذلك، تلعب القنوات المريخية دورًا مهمًا في تاريخ تصورات البشر عن الكواكب الأخرى، إذ كانت جسرًا بين الملاحظات العلمية المحدودة والخيال الثقافي الواسع، وما تزال تُدرس كمثال بارز على كيفية تداخل العلم مع الأسطورة في تشكيل الموروث الثقافي.